# Teeservice Zen
Das schwarze Teeservice Zen wurde 1974 von Luigi Colani entworfen und von 1981 bis 1997 von der Melitta-Nachfolgefirma Friesland Porzellanfabrik hergestellt.

## Beschreibung
Das ursprünglich für vier und sechs Personen konzipierte Teegerät aus Ceracron besteht aus 17 bzw. 23 Einzelteilen. Das Teeservice wurde auch als neunteiliges Tête-à-Tête-Service ausgeliefert. Die auf den Stützen des Stövchens lagernde, in zwei Richtungen schwenkbare Teekanne bildet den Mittelpunkt des Teeservices. Der Henkel der deckellosen Kanne ist hohl und hat zwei Öffnungen zum Ausgießen des Tees. In der Grundplatte des Stövchens sind zwei gegenüberliegende Aussparungen eingearbeitet, in die die Teetassen zum Einschenken eingeschoben werden können. Im Zentrum der Grundplatte befindet sich ein herausnehmbarer Teelichthalter. Die erhabene Colani-Signatur auf dem Stövchen erinnert an japanische Namensstempel.
Colani verband in seinem Entwurf traditionelle Stilelemente des fernen Ostens mit modernen, funktionellen und biomorphen Formen.  Der Kontakt zum Porzellanhersteller Melitta / Friesland wurde 1980 auf der Frankfurter Messe hergestellt. Aus verschiedenen Entwürfen Colanis für ein Service entschied sich Friesland für das Teegerät Zen, das ab 1981 als Form 6214 aus Ceracron mit einem roten Scherben und einer blauschwarzen Glasur hergestellt wurde. Der Designer war auch am Entwurf und Gestaltung der Glasur und der Verpackung sowie an der Namensfindung beteiligt.
Neben Teetassen mit zwei gegenüberliegenden Knäufen wird das Teeservice durch Untertassen und Kuchenteller, einem Sahnegießer und einer Zuckerschale ergänzt.

## Rezeption
Das außergewöhnliche Teeservice findet sich als Exponat in Ausstellungen von nationalen und internationalen Designmusseen, unter anderem dem Victoria and Albert Museum in London, dem Museum für Gestaltung Zürich oder dem Cooper Hewitt, Smithsonian Design Museum.
Ursprünglich wurde das Teeservice für zwei Personen für 298 DM verkauft. Gut erhaltene, vollständige Services wurden 2011 auf ca. 300 bis 500 Euro geschätzt.